# (100749) 1998 EN5
(100749) 1998 EN5 es un asteroide perteneciente al cinturón de asteroides descubierto el 1 de marzo de 1998 por el equipo del Spacewatch desde el Observatorio Nacional de Kitt Peak, Arizona, Estados Unidos.

## Designación y nombre
Designado provisionalmente como 1998 EN5.

## Características orbitales
1998 EN5 está situado a una distancia media del Sol de 2,313 ua, pudiendo alejarse hasta 2,448 ua y acercarse hasta 2,178 ua. Su excentricidad es 0,058 y la inclinación orbital 6,654 grados. Emplea 1285,47 días en completar una órbita alrededor del Sol.

## Características físicas
La magnitud absoluta de 1998 EN5 es 16,3. 